# Trình điều khiển thiết bị
Trong tin học, trình điều khiển hay trình điều khiển thiết bị (tiếng Anh: device driver, hay gọi tắt là driver) là một chương trình máy tính vận hành hoặc điều khiển một loại thiết bị ngoại vi cụ thể được gắn vào một máy tính. Driver cung cấp giao diện phần mềm cho các thiết bị phần cứng, cho phép hệ điều hành (nếu có) và các chương trình máy tính khác truy cập các chức năng phần cứng mà không cần biết chi tiết chính xác về phần cứng đang được sử dụng.
Driver giao tiếp với thiết bị thông qua bus máy tính hoặc giao tiếp hệ thống con mà phần cứng kết nối. Khi một chương trình gọi yêu cầu một chương trình con trong trình điều khiển, driver sẽ đưa ra các lệnh cho thiết bị. Sau khi thiết bị gửi dữ liệu trở lại driver, driver có thể gọi các chương trình con trong chương trình gọi ban đầu.
Driver phụ thuộc vào phần cứng và hệ điều hành cụ thể. Chúng thường cung cấp xử lý ngắt cần thiết cho bất kỳ giao diện phần cứng phụ thuộc thời gian không đồng bộ cần thiết nào.